# Korpona újvára
Korpona újvára (horvátul: Novi grad Krapina) egy várhely Horvátországban, Korpona város területén.

## Fekvése
A vár, melyet Krapina Novinak neveztek a ferences kolostor feletti Joszipovac-hegyen állt.

## Története
A vár a Korponai óvárnál sokkal későbbi építésű lehet, mert csak 1458-ban említik meg először, amikor Mátyás király hívének Vitovecz Jánosnak adta. Valószínűsíthető, hogy a Cilleiek építették a 15. század első felében. Ezután királyi várként Hunyadi Mátyásé, aki fiának Corvin Jánosnak adta. Özvegye Frangepán Beatrix másodszor Brandenburgi Györgyhöz ment nőül, majd ennek halála után Keglevich Péter bán tulajdona lett. Végül többszöri tulajdonos váltás után II. Rudolf Draskovich János horvát bánnak adta. A bán uralma idején öt alkalommal ülésezett itt a horvát szábor. Itt a várban halt meg Erdődy Tamás gróf, aki 1593-ban Sziszeknél győzelmet aratott a török felett. A vár az 1775-ös földrengésben súlyos károkat szenvedett, tulajdonosai valószínűleg ekkor hagyták el végleg. A 18. században tűnik el a történeti forrásokból. Romjait valószínűleg a város lakói építkezéseikhez hordták szét. Egykori romjainak képe fennmaradt a ferences kolostor képén Stjepan Ortner 1899-ben kiadott könyvében. Željko Tomičić és Ratko Vučetić szerint a vár egy kőből épített sokszögű lakótoronyból, valamint az ezt övező árokból és paliszádokból állt.

## A vár mai állapota
Korpona újvárának, a Novi várnak csekély maradványai a ferences kolostor fölött, a Joszipovac-hegyen találhatók. A vár ovális alakú volt, mintegy 30 méteres átmérővel. Egyetlen megmaradt fala a dombtető platójának nyugati szélén az ovális védőfal egy 25 méteres szakasza ma már alig látható a falakat betakaró növényzet miatt.